# 加斯蒂讷
加斯蒂讷（法語：Gastines，法語發音：[ɡastin]）是法国马耶讷省的一个市镇，属于贡捷堡区。

## 地理
加斯蒂讷（47°57'7"N, 1°6'13"W）面积8.85 平方千米，位于法国卢瓦尔河地区大区马耶讷省，该省份为法国西北部内陆省份，北起芒什省和奧恩省，西接伊勒-维莱讷省，南至曼恩-卢瓦尔省，东临萨尔特省。
与加斯蒂讷接壤的市镇（或旧市镇、城区）包括：巴洛、屈耶、方丹库韦尔特、洛布里耶尔。

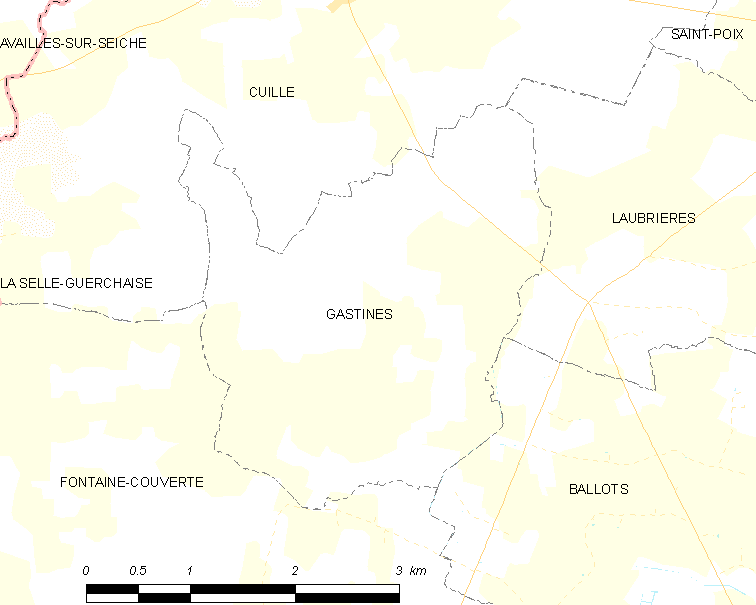
加斯蒂讷的OSM定位图

加斯蒂讷的时区为UTC+01:00、UTC+02:00（夏令时）。

## 行政
加斯蒂讷的邮政编码为53540，INSEE市镇编码为53102。

## 政治
加斯蒂讷所属的省级选区为科塞勒维维安县。

## 人口

1962-2008年间加斯蒂讷人口变化图示

加斯蒂讷于2022年1月1日时的人口数量为166人。